# WDR Sinfonieorchester

Logo

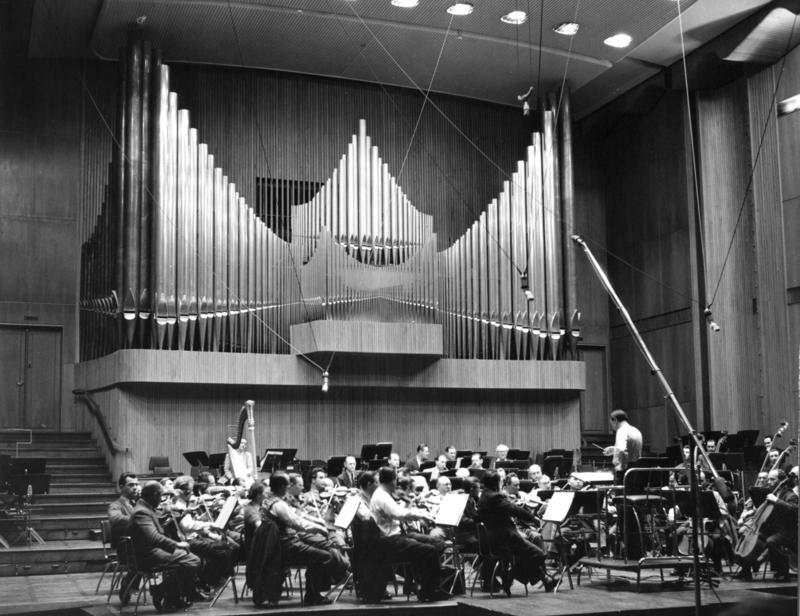
Hans Rosbaud während einer Probe mit dem Sinfonieorchester im Großen Sendesaal des Rundfunkhauses (1954)

Das WDR Sinfonieorchester ist ein Sinfonieorchester in Köln. Es trug bis in die 1990er-Jahre den Namen Kölner Rundfunk-Sinfonie-Orchester (KRSO) und ist, neben dem WDR Rundfunkchor, dem WDR Funkhausorchester und der WDR Big Band, einer der Klangkörper des Westdeutschen Rundfunks.

## Geschichte
Das Orchester entstand 1947 im Nordwestdeutschen Rundfunk (NWDR) und spielte unter der Leitung von Karl Böhm, Fritz Busch, Herbert von Karajan, Erich Kleiber, Otto Klemperer, Dimitri Mitropoulos, Georg Solti, Lorin Maazel, Claudio Abbado. Das Orchester ist besonders für Aufführungen von Musik des 20. Jahrhunderts bekannt; einige  Komponisten, die für das Orchester Auftragswerke schrieben, sind Luciano Berio, Hans Werner Henze, Mauricio Kagel, Krzysztof Penderecki, Igor Strawinski, Karlheinz Stockhausen und Bernd Alois Zimmermann. In den 1950er und der ersten Hälfte der 1960er Jahre lag die Produktion der unterhaltenden klassischen Musik in den Händen des Dirigenten Franz Marszalek. Marszalek spielte mit dem Klangkörper zahlreiche Aufnahmen ein, darunter viele Raritäten.
Das WDR-Sinfonieorchester gastierte regelmäßig  in allen europäischen Ländern, in Nord- und Südamerika und in Asien.
Zur Spielzeit 2019/2020 wurde der rumänische Dirigent und Geiger Cristian Măcelaru Chefdirigent des WDR Sinfonieorchesters.

## Chefdirigenten
- Christoph von Dohnányi (1964–1969)
- Zdeněk Mácal (1970–1974)
- Hiroshi Wakasugi (1977–1983)
- Gary Bertini (1983–1991)
- Hans Vonk (1991–1997)
- Semjon Bytschkow (1997–2010)
- Jukka-Pekka Saraste (2010–2019)
- Cristian Măcelaru (seit 2019)

Zum Sommer 2025 will Măcelaru seine Tätigkeit als Chefdirigent des WDR Sinfonieorchesters beenden.  Mit Beginn der Saison 2026/27 wird Marie Jacquot diese Position übernehmen.

## Auszeichnungen
- 2003: Prix International du Disque für die Gesamtaufnahme der Sinfonien von Dmitri Schostakowitsch unter der Leitung von Rudolf Barschai
- 2006: ECHO Klassik, Kategorie „Operneinspielung des Jahres“ für Daphne von Richard Strauss
- 2010: Disc of the Year des BBC Music Magazine (Expertenjury und Leser des Magazins) für die Aufnahme der Wagner-Oper Lohengrin.
- 2012: ECHO Klassik, Kategorie „Chorwerke-Einspielung des Jahres (20./21. Jh.)“ für die Aufnahme des Requiem von György Ligeti.